# Convocazioni per la Copa América 2011
Elenco dei giocatori convocati da ciascuna Nazionale partecipante alla Copa América 2011.
L'età dei giocatori riportata è relativa al 1º luglio, data di inizio della manifestazione, il numero di presenze e gol al 1º luglio.

## Gruppo A

### Argentina
Allenatore: Sergio Batista
| N. | Pos. | Giocatore          | Data nascita (età)         | Pres. | Reti | Squadra         |
| -- | ---- | ------------------ | -------------------------- | ----- | ---- | --------------- |
| 1  | P    | Juan Pablo Carrizo | 6 maggio 1984 (27 anni)    | 12    | 0    | River Plate     |
| 2  | D    | Ezequiel Garay     | 10 ottobre 1986 (24 anni)  | 3     | 0    | Real Madrid     |
| 3  | D    | Pablo Zabaleta     | 16 gennaio 1985 (26 anni)  | 11    | 0    | Manchester City |
| 4  | D    | Nicolás Burdisso   | 12 aprile 1981 (30 anni)   | 40    | 2    | Roma            |
| 5  | C    | Esteban Cambiasso  | 18 agosto 1980 (30 anni)   | 50    | 5    | Inter           |
| 6  | D    | Gabriel Milito     | 7 settembre 1980 (30 anni) | 38    | 1    | Barcellona      |
| 7  | C    | Ángel Di María     | 14 febbraio 1988 (23 anni) | 20    | 3    | Real Madrid     |
| 8  | D    | Javier Zanetti     | 10 agosto 1973 (37 anni)   | 141   | 5    | Inter           |
| 9  | A    | Gonzalo Higuaín    | 10 dicembre 1987 (23 anni) | 13    | 7    | Real Madrid     |
| 10 | A    | Lionel Messi       | 24 giugno 1987 (24 anni)   | 56    | 17   | Barcellona      |
| 11 | A    | Carlos Tévez       | 5 febbraio 1984 (27 anni)  | 59    | 13   | Manchester City |
| 12 | P    | Mariano Andújar    | 30 luglio 1983 (27 anni)   | 6     | 0    | Catania         |
| 13 | D    | Nicolás Pareja     | 19 gennaio 1984 (27 anni)  | 1     | 0    | Spartak Mosca   |
| 14 | C    | Javier Mascherano  | 8 giugno 1984 (27 anni)    | 69    | 2    | Barcellona      |
| 15 | C    | Lucas Biglia       | 30 gennaio 1986 (25 anni)  | 4     | 0    | Anderlecht      |
| 16 | A    | Sergio Agüero      | 2 giugno 1988 (23 anni)    | 26    | 10   | Atlético Madrid |
| 17 | D    | Marcos Rojo        | 20 marzo 1990 (21 anni)    | 4     | 0    | Spartak Mosca   |
| 18 | C    | Javier Pastore     | 20 giugno 1989 (22 anni)   | 8     | 0    | Palermo         |
| 19 | C    | Éver Banega        | 29 giugno 1988 (23 anni)   | 9     | 0    | Valencia        |
| 20 | C    | Fernando Gago      | 10 aprile 1986 (25 anni)   | 31    | 0    | Real Madrid     |
| 21 | A    | Ezequiel Lavezzi   | 3 maggio 1985 (26 anni)    | 12    | 1    | Napoli          |
| 22 | A    | Diego Milito       | 12 giugno 1979 (32 anni)   | 24    | 4    | Inter           |
| 23 | P    | Sergio Romero      | 22 febbraio 1987 (24 anni) | 17    | 0    | Sampdoria       |

### Bolivia
Allenatore: Gustavo Quinteros
| N. | Pos. | Giocatore        | Data nascita (età)         | Pres. | Reti | Squadra           |
| -- | ---- | ---------------- | -------------------------- | ----- | ---- | ----------------- |
| 1  | P    | Carlos Arias     | 27 aprile 1982 (29 anni)   | 33    | 0    | Maccabi Netanya   |
| 2  | D    | Miguel Hoyos     | 11 marzo 1981 (30 anni)    | 28    | 1    | Oriente Petrolero |
| 3  | D    | Luis Gutiérrez   | 15 gennaio 1985 (26 anni)  | 18    | 0    | Oriente Petrolero |
| 4  | D    | Lorgio Álvarez   | 29 giugno 1978 (33 anni)   | 35    | 1    | Bolívar           |
| 5  | D    | Ronald Rivero    | 29 gennaio 1980 (31 anni)  | 19    | 0    | Bolívar           |
| 6  | C    | Wálter Flores    | 29 ottobre 1978 (32 anni)  | 20    | 0    | Bolívar           |
| 7  | C    | Edivaldo Rojas   | 17 novembre 1985 (25 anni) | 2     | 0    | Naval             |
| 8  | C    | Ronald García    | 17 dicembre 1980 (30 anni) | 34    | 2    | Bolívar           |
| 9  | A    | Marcelo Moreno   | 18 giugno 1987 (24 anni)   | 22    | 8    | Šachtar           |
| 10 | C    | Joselito Vaca    | 12 agosto 1982 (28 anni)   | 44    | 2    | Oriente Petrolero |
| 11 | A    | Alcides Peña     | 14 gennaio 1989 (22 anni)  | 3     | 0    | Oriente Petrolero |
| 12 | P    | Daniel Vaca      | 3 novembre 1978 (32 anni)  | 3     | 0    | The Strongest     |
| 13 | D    | Santos Amador    | 6 aprile 1982 (29 anni)    | 4     | 0    | Nacional Potosí   |
| 14 | D    | Christian Vargas | 9 agosto 1983 (27 anni)    | 3     | 0    | San José          |
| 15 | C    | Jaime Robles     | 2 febbraio 1978 (33 anni)  | 16    | 0    | Aurora            |
| 16 | D    | Ronald Raldes    | 20 aprile 1981 (30 anni)   | 55    | 0    | Colón             |
| 17 | A    | Juan Carlos Arce | 10 aprile 1985 (26 anni)   | 20    | 4    | Oriente Petrolero |
| 18 | A    | Ricardo Pedriel  | 19 gennaio 1987 (24 anni)  | 12    | 2    | Sivasspor         |
| 19 | C    | José Luis Chávez | 18 maggio 1986 (25 anni)   | 4     | 0    | Blooming          |
| 20 | C    | Mauricio Saucedo | 14 agosto 1985 (25 anni)   | 12    | 0    | Oriente Petrolero |
| 21 | C    | Jhasmani Campos  | 10 maggio 1988 (23 anni)   | 14    | 1    | Oriente Petrolero |
| 22 | C    | Rudy Cardozo     | 14 febbraio 1990 (21 anni) | 6     | 0    | Bolívar           |
| 23 | P    | Sergio Galarza   | 25 agosto 1975 (35 anni)   | 14    | 0    | Blooming          |

### Colombia
Allenatore: Hernán Darío Gómez
| N. | Pos. | Giocatore               | Data nascita (età)          | Pres. | Reti | Squadra                |
| -- | ---- | ----------------------- | --------------------------- | ----- | ---- | ---------------------- |
| 1  | P    | Nelson Ramos            | 23 novembre 1981 (29 anni)  | 0     | 0    | Millonarios            |
| 2  | D    | Cristián Zapata         | 30 settembre 1986 (24 anni) | 14    | 0    | Udinese                |
| 3  | D    | Mario Yepes             | 13 gennaio 1976 (35 anni)   | 78    | 4    | Milan                  |
| 4  | C    | Gustavo Bolívar         | 16 aprile 1985 (26 anni)    | 2     | 0    | Deportes Tolima        |
| 5  | D    | Yulián Anchico          | 28 maggio 1984 (27 anni)    | 30    | 1    | Pachuca                |
| 6  | C    | Carlos Sánchez          | 6 febbraio 1986 (25 anni)   | 19    | 1    | Valenciennes           |
| 7  | D    | Pablo Armero            | 2 novembre 1986 (24 anni)   | 22    | 0    | Udinese                |
| 8  | C    | Abel Aguilar            | 6 gennaio 1985 (26 anni)    | 25    | 5    | Hércules               |
| 9  | A    | Radamel Falcao          | 10 febbraio 1986 (25 anni)  | 30    | 7    | Porto                  |
| 10 | C    | Juan Guillermo Cuadrado | 26 maggio 1988 (23 anni)    | 8     | 1    | Udinese                |
| 11 | A    | Hugo Rodallega          | 25 luglio 1985 (25 anni)    | 38    | 8    | Wigan Athletic         |
| 12 | P    | Neco Martínez           | 11 luglio 1982 (28 anni)    | 10    | 1    | Once Caldas            |
| 13 | C    | Fredy Guarín            | 30 giugno 1986 (25 anni)    | 30    | 1    | Porto                  |
| 14 | D    | Luis Amaranto Perea     | 30 gennaio 1979 (32 anni)   | 54    | 0    | Atlético Madrid        |
| 15 | D    | Juan David Valencia     | 15 gennaio 1986 (25 anni)   | 6     | 0    | Junior                 |
| 16 | C    | Elkin Soto              | 4 agosto 1980 (30 anni)     | 18    | 6    | Magonza                |
| 17 | A    | Dayro Moreno            | 16 settembre 1985 (25 anni) | 17    | 2    | Club Tijuana           |
| 18 | D    | Juan Zúñiga             | 14 dicembre 1985 (25 anni)  | 30    | 0    | Napoli                 |
| 19 | A    | Teófilo Gutiérrez       | 27 maggio 1985 (26 anni)    | 7     | 2    | Racing                 |
| 20 | A    | Gustavo Adrian Ramos    | 22 gennaio 1986 (25 anni)   | 15    | 1    | Hertha Berlino         |
| 21 | A    | Jackson Martínez        | 3 ottobre 1986 (24 anni)    | 8     | 4    | Chiapas                |
| 22 | D    | Aquivaldo Mosquera      | 22 giugno 1981 (30 anni)    | 19    | 1    | América                |
| 23 | P    | Bréiner Castillo        | 5 maggio 1978 (33 anni)     | 4     | 0    | Independiente Medellín |

### Costa Rica
Allenatore: Ricardo La Volpe
| N. | Pos. | Giocatore          | Data nascita (età)          | Pres. | Reti | Squadra                   |
| -- | ---- | ------------------ | --------------------------- | ----- | ---- | ------------------------- |
| 1  | P    | Mainor Álvarez     | 14 novembre 1989 (21 anni)  | 0     | 0    | Saprissa                  |
| 2  | D    | Francisco Calvo    | 8 luglio 1992 (18 anni)     | 0     | 0    | San Jacinto College       |
| 3  | D    | Johnny Acosta      | 21 luglio 1983 (27 anni)    | 5     | 0    | Alajuelense               |
| 4  | D    | José Salvatierra   | 10 ottobre 1989 (21 anni)   | 3     | 0    | Alajuelense               |
| 5  | C    | Luis Miguel Valle  | 11 maggio 1989 (22 anni)    | 0     | 0    | Alajuelense               |
| 6  | C    | Heiner Mora        | 20 giugno 1984 (27 anni)    | 13    | 1    | Saprissa                  |
| 7  | C    | Allen Guevara      | 16 aprile 1989 (22 anni)    | 6     | 0    | Alajuelense               |
| 8  | C    | David Guzmán       | 18 febbraio 1990 (21 anni)  | 8     | 0    | Saprissa                  |
| 9  | A    | Jorge Castro       | 11 settembre 1990 (20 anni) | 0     | 0    | Universidad de Costa Rica |
| 10 | A    | Randall Brenes     | 12 agosto 1983 (27 anni)    | 11    | 4    | Cartaginés                |
| 11 | A    | Diego Madrigal     | 19 marzo 1989 (22 anni)     | 9     | 1    | Cerro Porteño             |
| 12 | A    | Joel Campbell      | 10 febbraio 1992 (19 anni)  | 3     | 1    | Saprissa                  |
| 13 | P    | Danny Carvajal     | 12 aprile 1990 (21 anni)    | 0     | 0    | San Carlos                |
| 14 | C    | Hanzel Arauz       | 9 agosto 1989 (21 anni)     | 0     | 0    | Barrio México             |
| 15 | D    | Jorge Gatgens      | 23 luglio 1988 (22 anni)    | 0     | 0    | Pérez Zeledón             |
| 16 | D    | Kevin Fajardo      | 5 settembre 1989 (21 anni)  | 0     | 0    | Santos de Guápiles        |
| 17 | A    | Josué Martínez     | 25 marzo 1990 (21 anni)     | 12    | 1    | Saprissa                  |
| 18 | P    | Leonel Moreira     | 2 aprile 1990 (21 anni)     | 0     | 0    | Herediano                 |
| 19 | D    | Óscar Duarte       | 3 giugno 1989 (22 anni)     | 3     | 0    | Saprissa                  |
| 20 | D    | Pedro Leal         | 31 gennaio 1989 (22 anni)   | 3     | 0    | Puntarenas                |
| 21 | A    | César Elizondo     | 10 febbraio 1988 (23 anni)  | 6     | 0    | Saprissa                  |
| 22 | C    | José Miguel Cubero | 14 febbraio 1987 (24 anni)  | 8     | 0    | Herediano                 |

## Gruppo B

### Brasile
Allenatore: Mano Menezes
| N. | Pos. | Giocatore      | Data nascita (età)          | Pres. | Reti | Squadra          |
| -- | ---- | -------------- | --------------------------- | ----- | ---- | ---------------- |
| 1  | P    | Júlio César    | 3 settembre 1979 (31 anni)  | 56    | 0    | Inter            |
| 2  | D    | Daniel Alves   | 6 maggio 1983 (28 anni)     | 47    | 5    | Barcellona       |
| 3  | D    | Lúcio          | 8 maggio 1978 (33 anni)     | 99    | 4    | Inter            |
| 4  | D    | Thiago Silva   | 22 settembre 1984 (26 anni) | 14    | 0    | Milan            |
| 5  | C    | Lucas Leiva    | 9 gennaio 1987 (24 anni)    | 12    | 0    | Liverpool        |
| 6  | D    | André Santos   | 8 marzo 1983 (28 anni)      | 17    | 0    | Arsenal          |
| 7  | A    | Robinho        | 25 gennaio 1984 (27 anni)   | 86    | 25   | Milan            |
| 8  | C    | Ramires        | 24 marzo 1987 (24 anni)     | 22    | 2    | Chelsea          |
| 9  | A    | Alexandre Pato | 2 settembre 1989 (21 anni)  | 12    | 4    | Milan            |
| 10 | C    | Ganso          | 12 ottobre 1989 (21 anni)   | 1     | 0    | Santos           |
| 11 | A    | Neymar         | 5 febbraio 1992 (19 anni)   | 5     | 3    | Santos           |
| 12 | P    | Victor         | 21 gennaio 1983 (28 anni)   | 5     | 0    | Grêmio           |
| 13 | D    | Maicon         | 26 luglio 1981 (29 anni)    | 64    | 6    | Inter            |
| 14 | D    | Luisão         | 13 febbraio 1981 (30 anni)  | 43    | 3    | Benfica          |
| 15 | C    | Sandro         | 15 marzo 1989 (22 anni)     | 7     | 0    | Tottenham        |
| 16 | C    | Elano          | 14 giugno 1981 (30 anni)    | 47    | 9    | Santos           |
| 17 | C    | Elias          | 16 maggio 1985 (26 anni)    | 7     | 0    | Sporting Lisbona |
| 18 | C    | Lucas          | 13 agosto 1992 (18 anni)    | 3     | 0    | São Paulo        |
| 19 | A    | Fred           | 3 ottobre 1983 (27 anni)    | 11    | 5    | Fluminense       |
| 20 | C    | Jádson         | 22 ottobre 1983 (27 anni)   | 3     | 0    | Šachtar          |
| 21 | D    | Adriano        | 26 ottobre 1984 (26 anni)   | 10    | 0    | Barcellona       |
| 22 | P    | Jefferson      | 30 luglio 1983 (27 anni)    | 0     | 0    | Botafogo         |
| 23 | D    | David Luiz     | 22 aprile 1987 (24 anni)    | 6     | 0    | Chelsea          |

### Ecuador
Allenatore: Reinaldo Rueda
| N. | Pos. | Giocatore           | Data nascita (età)         | Pres. | Reti | Squadra                  |
| -- | ---- | ------------------- | -------------------------- | ----- | ---- | ------------------------ |
| 1  | P    | Marcelo Elizaga     | 19 aprile 1972 (39 anni)   | 20    | 0    | Deportivo Quito          |
| 2  | D    | Geovanny Caicedo    | 28 marzo 1981 (30 anni)    | 6     | 0    | LDU Quito                |
| 3  | D    | Frickson Erazo      | 5 maggio 1988 (23 anni)    | 5     | 1    | El Nacional              |
| 4  | D    | Luis Checa          | 21 dicembre 1983 (27 anni) | 9     | 0    | Deportivo Quito          |
| 5  | C    | Oswaldo Minda       | 26 luglio 1983 (27 anni)   | 11    | 0    | Deportivo Quito          |
| 6  | C    | Christian Noboa     | 9 aprile 1985 (26 anni)    | 17    | 2    | Rubin Kazan              |
| 7  | C    | Michael Arroyo      | 23 aprile 1987 (24 anni)   | 12    | 2    | San Luis                 |
| 8  | C    | Édison Méndez       | 16 marzo 1979 (32 anni)    | 94    | 15   | Emelec                   |
| 9  | A    | Felipe Caicedo      | 5 settembre 1988 (22 anni) | 29    | 3    | Levante                  |
| 10 | D    | Walter Ayoví        | 11 agosto 1979 (31 anni)   | 59    | 7    | Monterrey                |
| 11 | A    | Christian Benítez   | 1º maggio 1986 (25 anni)   | 38    | 16   | América                  |
| 12 | P    | Máximo Banguera     | 16 dicembre 1985 (25 anni) | 11    | 0    | Barcelona                |
| 13 | D    | Néicer Reasco       | 23 luglio 1977 (33 anni)   | 53    | 0    | LDU Quito                |
| 14 | C    | Segundo Castillo    | 15 maggio 1982 (29 anni)   | 53    | 3    | Deportivo Quito          |
| 15 | C    | David Quiroz        | 8 settembre 1982 (28 anni) | 24    | 0    | Emelec                   |
| 16 | C    | Antonio Valencia    | 4 agosto 1985 (25 anni)    | 46    | 5    | Manchester Utd           |
| 17 | A    | Edson Montaño       | 15 marzo 1991 (20 anni)    | 2     | 0    | Gent                     |
| 18 | C    | Geovanny Nazareno   | 17 gennaio 1988 (23 anni)  | 8     | 0    | Barcelona                |
| 19 | D    | Norberto Araujo     | 13 ottobre 1978 (32 anni)  | 1     | 0    | LDU Quito                |
| 20 | D    | Diego Calderón      | 26 ottobre 1986 (24 anni)  | 2     | 0    | LDU Quito                |
| 21 | D    | Gabriel Achilier    | 24 marzo 1985 (26 anni)    | 1     | 0    | Emelec                   |
| 22 | P    | Alexander Domínguez | 5 giugno 1987 (24 anni)    | 1     | 0    | LDU Quito                |
| 23 | A    | Narciso Mina        | 25 novembre 1982 (28 anni) | 7     | 0    | Independiente José Terán |

### Paraguay
Allenatore: Gerardo Martino
| N. | Pos. | Giocatore                | Data nascita (età)          | Pres. | Reti | Squadra           |
| -- | ---- | ------------------------ | --------------------------- | ----- | ---- | ----------------- |
| 1  | P    | Justo Villar             | 30 giugno 1977 (34 anni)    | 89    | 0    | Valladolid        |
| 2  | D    | Darío Verón              | 26 luglio 1979 (31 anni)    | 38    | 0    | UNAM              |
| 3  | D    | Iván Piris               | 10 marzo 1989 (22 anni)     | 0     | 0    | Cerro Porteño     |
| 4  | D    | Elvis Marecos            | 15 febbraio 1980 (31 anni)  | 4     | 1    | Guaraní           |
| 5  | D    | Antolín Alcaraz          | 30 luglio 1982 (28 anni)    | 15    | 1    | Wigan Athletic    |
| 6  | D    | Marcos Cáceres           | 5 maggio 1986 (25 anni)     | 12    | 0    | Racing            |
| 7  | A    | Pablo Zeballos           | 4 marzo 1986 (25 anni)      | 4     | 1    | Olimpia           |
| 8  | C    | Édgar Barreto            | 15 luglio 1984 (26 anni)    | 55    | 3    | Atalanta          |
| 9  | A    | Roque Santa Cruz         | 16 agosto 1981 (29 anni)    | 83    | 24   | Blackburn Rovers  |
| 10 | A    | Osvaldo Martínez         | 8 aprile 1986 (25 anni)     | 22    | 1    | Atlante           |
| 11 | C    | Jonathan Santana         | 19 ottobre 1981 (29 anni)   | 27    | 0    | Kayserispor       |
| 12 | P    | Diego Barreto            | 16 luglio 1981 (29 anni)    | 7     | 0    | Cerro Porteño     |
| 13 | C    | Enrique Vera             | 10 marzo 1979 (32 anni)     | 46    | 4    | LDU Quito         |
| 14 | D    | Paulo da Silva           | 1º febbraio 1980 (31 anni)  | 89    | 2    | Real Zaragoza     |
| 15 | C    | Víctor Cáceres           | 25 marzo 1985 (26 anni)     | 36    | 0    | Libertad          |
| 16 | C    | Cristian Riveros         | 16 ottobre 1982 (28 anni)   | 64    | 12   | Sunderland        |
| 17 | D    | Aureliano Torres         | 16 giugno 1982 (29 anni)    | 40    | 2    | San Lorenzo       |
| 18 | A    | Nelson Haedo Valdez      | 28 novembre 1983 (27 anni)  | 48    | 11   | Hércules          |
| 19 | A    | Lucas Barrios            | 13 novembre 1984 (26 anni)  | 15    | 5    | Borussia Dortmund |
| 20 | C    | Néstor Ortigoza          | 7 ottobre 1984 (26 anni)    | 12    | 0    | San Lorenzo       |
| 21 | C    | Marcelo Estigarribia     | 21 settembre 1987 (23 anni) | 17    | 1    | Newell's Old Boys |
| 22 | P    | Roberto Junior Fernández | 29 marzo 1988 (23 anni)     | 0     | 0    | Racing            |
| 23 | C    | Hernán Pérez             | 25 febbraio 1989 (22 anni)  | 10    | 0    | Villarreal B      |

### Venezuela
Allenatore: César Farías
| N. | Pos. | Giocatore              | Data nascita (età)          | Pres. | Reti | Squadra                  |
| -- | ---- | ---------------------- | --------------------------- | ----- | ---- | ------------------------ |
| 1  | P    | Renny Vega             | 4 luglio 1979 (31 anni)     | 47    | 0    | Caracas                  |
| 2  | D    | José Luis Granados     | 22 ottobre 1986 (24 anni)   | 15    | 1    | Real Esppor              |
| 3  | D    | José Manuel Rey        | 20 maggio 1975 (36 anni)    | 111   | 11   | Mineros de Guayana       |
| 4  | D    | Oswaldo Vizcarrondo    | 31 maggio 1984 (27 anni)    | 31    | 5    | Deportivo Anzoátegui     |
| 5  | C    | Giácomo Di Giorgi      | 24 febbraio 1981 (30 anni)  | 27    | 0    | Deportivo Anzoátegui     |
| 6  | D    | Gabriel Cichero        | 25 aprile 1984 (27 anni)    | 25    | 1    | Newell's Old Boys        |
| 7  | A    | Nicolás Fedor          | 19 agosto 1985 (25 anni)    | 26    | 8    | Getafe                   |
| 8  | C    | Tomás Rincón           | 13 gennaio 1988 (23 anni)   | 34    | 0    | Amburgo                  |
| 9  | A    | Giancarlo Maldonado    | 29 giugno 1982 (29 anni)    | 55    | 20   | Atlante                  |
| 10 | C    | Yohandry Orozco        | 19 marzo 1991 (20 anni)     | 11    | 0    | Wolfsburg                |
| 11 | C    | César Eduardo González | 10 gennaio 1982 (29 anni)   | 35    | 2    | Gimnasia de La Plata     |
| 12 | P    | Leonardo Morales       | 7 luglio 1978 (32 anni)     | 23    | 0    | Deportivo Anzoátegui     |
| 13 | C    | Luis Manuel Seijas     | 23 giugno 1986 (25 anni)    | 32    | 0    | Santa Fe                 |
| 14 | C    | Franklin Lucena        | 20 febbraio 1981 (30 anni)  | 31    | 1    | Caracas                  |
| 15 | A    | Alejandro Moreno       | 9 luglio 1979 (31 anni)     | 31    | 3    | Chivas USA               |
| 16 | D    | Roberto Rosales        | 20 novembre 1988 (22 anni)  | 24    | 0    | Twente                   |
| 17 | A    | Daniel Arismendi       | 4 luglio 1982 (28 anni)     | 30    | 11   | Deportivo Anzoátegui     |
| 18 | C    | Juan Arango            | 16 maggio 1980 (31 anni)    | 94    | 18   | Borussia Mönchengladbach |
| 19 | C    | Jesús Meza             | 6 gennaio 1986 (25 anni)    | 5     | 0    | Atlas                    |
| 20 | D    | Grenddy Perozo         | 25 maggio 1985 (26 anni)    | 18    | 1    | Boyacá Chicó             |
| 21 | D    | Alexander González     | 13 settembre 1992 (18 anni) | 3     | 0    | Caracas                  |
| 22 | P    | Dani Hernández         | 29 ottobre 1985 (25 anni)   | 4     | 0    | Real Murcia              |
| 23 | A    | Salomón Rondón         | 16 settembre 1989 (21 anni) | 11    | 4    | Málaga                   |

## Gruppo C

### Cile
Allenatore: Claudio Borghi
| N. | Pos. | Giocatore        | Data nascita (età)          | Pres. | Reti | Squadra              |
| -- | ---- | ---------------- | --------------------------- | ----- | ---- | -------------------- |
| 1  | P    | Claudio Bravo    | 13 aprile 1983 (28 anni)    | 52    | 0    | Real Sociedad        |
| 2  | C    | Francisco Silva  | 11 febbraio 1986 (25 anni)  | 3     | 0    | Universidad Católica |
| 3  | D    | Waldo Ponce      | 4 dicembre 1982 (28 anni)   | 33    | 3    | Cruz Azul            |
| 4  | D    | Mauricio Isla    | 12 giugno 1988 (23 anni)    | 21    | 1    | Udinese              |
| 5  | D    | Pablo Contreras  | 11 settembre 1978 (32 anni) | 57    | 1    | PAOK                 |
| 6  | C    | Carlos Carmona   | 21 febbraio 1987 (24 anni)  | 27    | 0    | Atalanta             |
| 7  | A    | Alexis Sánchez   | 19 dicembre 1988 (22 anni)  | 36    | 13   | Udinese              |
| 8  | C    | Arturo Vidal     | 22 maggio 1987 (24 anni)    | 31    | 2    | Bayer Leverkusen     |
| 9  | A    | Humberto Suazo   | 10 maggio 1981 (30 anni)    | 46    | 19   | Monterrey            |
| 10 | C    | Jorge Valdivia   | 19 ottobre 1983 (27 anni)   | 45    | 4    | Palmeiras            |
| 11 | C    | Luis Jiménez     | 17 giugno 1984 (27 anni)    | 22    | 2    | Cesena               |
| 12 | P    | Miguel Pinto     | 4 luglio 1983 (27 anni)     | 15    | 0    | Atlas                |
| 13 | C    | Marco Estrada    | 28 maggio 1983 (28 anni)    | 28    | 1    | Montpellier          |
| 14 | C    | Matías Fernández | 15 maggio 1986 (25 anni)    | 42    | 10   | Sporting CP          |
| 15 | C    | Jean Beausejour  | 1º giugno 1984 (27 anni)    | 35    | 3    | Birmingham City      |
| 16 | C    | Gonzalo Fierro   | 21 marzo 1983 (28 anni)     | 21    | 1    | Flamengo             |
| 17 | C    | Gary Medel       | 3 agosto 1987 (23 anni)     | 31    | 3    | Sevilla              |
| 18 | D    | Gonzalo Jara     | 29 agosto 1985 (25 anni)    | 43    | 3    | West Bromwich Albion |
| 19 | A    | Carlos Muñoz     | 21 aprile 1989 (22 anni)    | 2     | 0    | Santiago Wanderers   |
| 20 | C    | Rodrigo Millar   | 3 novembre 1981 (29 anni)   | 28    | 2    | Colo-Colo            |
| 21 | C    | Felipe Gutiérrez | 8 ottobre 1990 (20 anni)    | 4     | 0    | Universidad Católica |
| 22 | A    | Esteban Paredes  | 1º agosto 1980 (30 anni)    | 22    | 7    | Colo-Colo            |
| 23 | P    | Paulo Garcés     | 2 agosto 1984 (26 anni)     | 1     | 0    | Universidad Católica |

### Messico
Allenatore: Luis Fernando Tena
| N. | Pos. | Giocatore               | Data nascita (età)          | Pres. | Reti | Squadra           |
| -- | ---- | ----------------------- | --------------------------- | ----- | ---- | ----------------- |
| 1  | P    | Luis Ernesto Michel     | 21 luglio 1979 (31 anni)    | 7     | 0    | Guadalajara       |
| 2  | D    | Kristian Álvarez        | 20 aprile 1992 (19 anni)    | 0     | 0    | Guadalajara       |
| 3  | D    | Oswaldo Alanís          | 18 marzo 1989 (22 anni)     | 0     | 0    | Estudiantes Tecos |
| 4  | C    | Diego de Buen           | 13 luglio 1991 (19 anni)    | 0     | 0    | UNAM              |
| 5  | D    | Dárvin Chávez           | 21 novembre 1989 (21 anni)  | 3     | 0    | Atlas             |
| 6  | C    | Antonio Gallardo        | 19 aprile 1989 (22 anni)    | 0     | 0    | Guadalajara       |
| 7  | A    | Ulises Dávila           | 23 giugno 1991 (20 anni)    | 0     | 0    | Guadalajara       |
| 8  | D    | Carlos Orrantia         | 1º febbraio 1991 (20 anni)  | 0     | 0    | UNAM              |
| 9  | A    | Rafael Márquez Lugo     | 2 novembre 1981 (29 anni)   | 9     | 0    | Morelia           |
| 10 | A    | Giovani dos Santos      | 11 maggio 1989 (22 anni)    | 45    | 11   | Racing Santander  |
| 11 | C    | Javier Aquino           | 11 febbraio 1990 (21 anni)  | 2     | 0    | Cruz Azul         |
| 12 | P    | Liborio Sánchez         | 9 ottobre 1989 (21 anni)    | 0     | 0    | Veracruz          |
| 13 | P    | Carlos Felipe Rodríguez | 3 aprile 1989 (22 anni)     | 0     | 0    | Morelia           |
| 14 | D    | Néstor Araujo           | 29 agosto 1991 (19 anni)    | 2     | 1    | Cruz Azul         |
| 15 | C    | Jorge Enríquez          | 8 gennaio 1991 (20 anni)    | 2     | 0    | Guadalajara       |
| 16 | D    | Miguel Ángel Ponce      | 12 aprile 1989 (22 anni)    | 0     | 0    | Guadalajara       |
| 17 | C    | Édgar Pacheco           | 22 gennaio 1990 (21 anni)   | 3     | 1    | Atlas             |
| 18 | A    | Oribe Peralta           | 12 gennaio 1984 (27 anni)   | 5     | 0    | Santos Laguna     |
| 19 | D    | Héctor Reynoso          | 3 ottobre 1980 (30 anni)    | 1     | 0    | Guadalajara       |
| 20 | A    | Alan Pulido             | 8 marzo 1991 (20 anni)      | 0     | 0    | Tigres UANL       |
| 21 | D    | Hiram Mier              | 25 agosto 1989 (21 anni)    | 1     | 0    | Monterrey         |
| 22 | D    | Paul Aguilar            | 6 marzo 1986 (25 anni)      | 16    | 2    | Pachuca           |
| 23 | D    | Diego Reyes             | 19 settembre 1992 (18 anni) | 2     | 0    | América           |

### Perù
Allenatore: Sergio Markarián
| N. | Pos. | Giocatore           | Data nascita (età)          | Pres. | Reti | Squadra                   |
| -- | ---- | ------------------- | --------------------------- | ----- | ---- | ------------------------- |
| 1  | P    | Raúl Fernández      | 6 ottobre 1985 (25 anni)    | 8     | 0    | Universitario de Deportes |
| 2  | D    | Alberto Rodríguez   | 31 marzo 1984 (27 anni)     | 32    | 0    | Sporting CP               |
| 3  | D    | Santiago Acasiete   | 22 ottobre 1977 (33 anni)   | 33    | 2    | Almería                   |
| 4  | D    | Walter Vílchez      | 20 febbraio 1982 (29 anni)  | 55    | 1    | Sporting Cristal          |
| 5  | C    | Adán Balbín         | 13 ottobre 1986 (24 anni)   | 5     | 0    | Universidad San Martín    |
| 6  | A    | Juan Manuel Vargas  | 5 ottobre 1983 (27 anni)    | 31    | 3    | Fiorentina                |
| 7  | C    | Josepmir Ballón     | 21 marzo 1988 (23 anni)     | 14    | 0    | River Plate               |
| 8  | C    | Michael Guevara     | 10 giugno 1984 (27 anni)    | 4     | 0    | Sport Boys                |
| 9  | A    | José Paolo Guerrero | 1º gennaio 1984 (27 anni)   | 29    | 10   | Amburgo                   |
| 10 | C    | Rinaldo Cruzado     | 21 settembre 1984 (26 anni) | 17    | 0    | Juan Aurich               |
| 11 | C    | Carlos Lobatón      | 6 febbraio 1980 (31 anni)   | 9     | 0    | Sporting Cristal          |
| 12 | P    | Salomón Libman      | 25 febbraio 1984 (27 anni)  | 4     | 0    | Alianza Lima              |
| 13 | D    | Renzo Revoredo      | 11 maggio 1986 (25 anni)    | 6     | 0    | Universitario de Deportes |
| 14 | A    | Raúl Ruidíaz        | 25 luglio 1990 (20 anni)    | 3     | 0    | Universitario de Deportes |
| 15 | D    | Aldo Corzo          | 20 maggio 1989 (22 anni)    | 4     | 0    | Universidad San Martín    |
| 16 | A    | Luis Advíncula      | 2 marzo 1990 (21 anni)      | 10    | 0    | Sporting Cristal          |
| 17 | D    | Giancarlo Carmona   | 8 ottobre 1985 (25 anni)    | 2     | 0    | San Lorenzo               |
| 18 | A    | William Chiroque    | 10 marzo 1980 (31 anni)     | 8     | 0    | Juan Aurich               |
| 19 | D    | Yoshimar Yotún      | 7 aprile 1990 (21 anni)     | 3     | 0    | Sporting Cristal          |
| 20 | A    | André Carrillo      | 14 giugno 1991 (20 anni)    | 1     | 0    | Alianza Lima              |
| 21 | D    | Christian Ramos     | 4 novembre 1988 (22 anni)   | 10    | 0    | Alianza Lima              |
| 22 | C    | Antonio Gonzales    | 16 maggio 1986 (25 anni)    | 4     | 0    | Universitario de Deportes |
| 23 | P    | Leao Butrón         | 6 marzo 1977 (34 anni)      | 36    | 0    | Universidad San Martín    |

### Uruguay
Allenatore: Óscar Tabárez
| N. | Pos. | Giocatore            | Data nascita (età)          | Pres. | Reti | Squadra           |
| -- | ---- | -------------------- | --------------------------- | ----- | ---- | ----------------- |
| 1  | P    | Fernando Muslera     | 16 giugno 1986 (25 anni)    | 20    | 0    | Lazio             |
| 2  | D    | Diego Lugano         | 2 novembre 1980 (30 anni)   | 57    | 4    | Fenerbahçe        |
| 3  | D    | Diego Godín          | 16 febbraio 1986 (25 anni)  | 46    | 3    | Atlético Madrid   |
| 4  | D    | Sebastián Coates     | 7 ottobre 1990 (20 anni)    | 1     | 0    | Nacional          |
| 5  | C    | Walter Gargano       | 23 luglio 1984 (26 anni)    | 38    | 1    | Napoli            |
| 6  | D    | Mauricio Victorino   | 11 ottobre 1982 (28 anni)   | 17    | 0    | Cruzeiro          |
| 7  | C    | Cristian Rodríguez   | 30 settembre 1985 (25 anni) | 40    | 3    | Porto             |
| 8  | C    | Sebastián Eguren     | 8 gennaio 1981 (30 anni)    | 37    | 6    | Sporting de Gijón |
| 9  | A    | Luis Suárez          | 24 gennaio 1987 (24 anni)   | 42    | 17   | Liverpool         |
| 10 | A    | Diego Forlán         | 19 maggio 1979 (32 anni)    | 76    | 29   | Atlético Madrid   |
| 11 | D    | Álvaro Pereira       | 28 novembre 1985 (25 anni)  | 28    | 3    | Porto             |
| 12 | P    | Juan Castillo        | 17 aprile 1978 (33 anni)    | 13    | 0    | Colo-Colo         |
| 13 | A    | Sebastián Abreu      | 17 ottobre 1976 (34 anni)   | 65    | 26   | Botafogo          |
| 14 | C    | Nicolás Lodeiro      | 21 marzo 1989 (22 anni)     | 8     | 1    | Ajax              |
| 15 | C    | Diego Fernando Pérez | 18 maggio 1980 (31 anni)    | 64    | 0    | Bologna           |
| 16 | D    | Maxi Pereira         | 8 giugno 1984 (27 anni)     | 53    | 1    | Benfica           |
| 17 | C    | Egidio Arévalo       | 27 settembre 1982 (28 anni) | 20    | 0    | Botafogo          |
| 18 | A    | Abel Hernández       | 8 agosto 1990 (20 anni)     | 5     | 2    | Palermo           |
| 19 | D    | Andrés Scotti        | 14 dicembre 1975 (35 anni)  | 33    | 1    | Colo-Colo         |
| 20 | C    | Álvaro González      | 29 ottobre 1984 (26 anni)   | 13    | 0    | Lazio             |
| 21 | A    | Edinson Cavani       | 14 febbraio 1987 (24 anni)  | 28    | 9    | Napoli            |
| 22 | D    | Martín Cáceres       | 7 aprile 1987 (24 anni)     | 28    | 1    | Siviglia          |
| 23 | P    | Martín Silva         | 25 marzo 1983 (28 anni)     | 1     | 0    | Defensor Sporting |

## Statistiche giocatori
Campionati nazionali rappresentati
| Nazione     | Giocatori |
| ----------- | --------- |
| Messico     | 36        |
| Italia      | 30        |
| Spagna      | 29        |
| Costa Rica  | 20        |
| Bolivia     | 18        |
| Ecuador     | 16        |
| Inghilterra | 15        |
| Peru        | 15        |
| Argentina   | 12        |
| Brasile     | 12        |
| Portogallo  | 10        |
| Venezuela   | 9         |
| Cile        | 8         |
| Colombia    | 7         |
| Germania    | 7         |
| Paraguay    | 6         |
| Turchia     | 4         |
| Francia     | 3         |
| Olanda      | 3         |
| Russia      | 3         |
| Belgio      | 2         |
| Ucraina     | 2         |
| USA         | 2         |
| Uruguay     | 2         |
| Grecia      | 1         |
| Israele     | 1         |

Squadre rappresentate
| Giocatori | Club |
| --------- | --- |
| 7         | Guadalajara, Oriente Petrolero, Saprissa                                                                                               |
| 6         | Internazionale, LDU Quito |
| 5         | Atlético Madrid, Barcellona, Bolívar, Udinese                                                                                          |
| 4         | Alajuelense, América, Colo-Colo, Deportivo Anzoátegui, Deportivo Quito, Milan, Monterrey, Napoli, Porto, Real Madrid, Sporting Cristal |